# EU MED 7
EU Med, EuroMed 7 oziroma MED7 je zveza sedmih sredozemskih in južnoevropskih držav članic, Cipra, Francije, Grčije, Italije, Malte, Portugalske in Španije. Kot skupno imajo grško-rimsko dediščino in so razen Portugalske del sredozemske regije. Vseh sedem držav je tudi del evroobmočja, vse razen Cipra pa so tudi del schengenskega območja.

## Zgodovina
Skupina je bila neuradno ustanovljena 17. decembra 2013 v Bruslju na pobudo ciprskih in španskih zunanjih ministrov z namenom vzpostavitve usklajevanja glede vprašanj skupnih interesov v EU.
Dogovorjeno je bilo, da bo skupina izvedla letno srečanje na ministrski ravni. Prvo ministrsko srečanje naj bi bilo v Grčiji leta 2014, v času grškega predsedovanja Svetu EU, namesto tega pa je bilo izvedeno 14. aprila v Alicanteju.
Drugo srečanje je potekalo leta 2015 v Parizu. Tretje ministrsko srečanje sredozemske skupine je potekalo na Cipru februarja 2016, udeležil pa se ga je tudi generalni sekretar Unije za Sredozemlje (UfM), Fathallah Sijilmassi. Zunanji ministri so razpravljali o vprašanjih varnosti in stabilnosti v Severni Afriki in na Bližnjem vzhodu ter o reševanju migracijske krize.
Skupina je svoj prvi vrh držav Južne EU izvedla 9. septembra 2016 v palači Zappeion v Atenah Po vrhu je bila izdana Atenska deklaracija, ki poziva k naložbam za boj proti brezposelnosti mladih in podpori rasti ter k okrepljenemu sodelovanju EU na področju varnostnih vprašanj in migracij. Naslednji vrh bo predvidoma v Španiji, v kraljevi palači El Pardo.
Sedmo srečanje je potekalo 10. septembra 2020 v Porticciu na Korziki in je zadevalo sočasne enostranske dejavnosti Turčije v Vzhodnem Sredozemlju.
Maja 2021, med obiskom premierja Janeza Janše v Grčiji je bilo napovedano, da se bo skupini pridružila tudi Slovenija s podporo Francije, Španije in Grčije.

## Vrhovi
- 9. septembra 2016 v Atenah,  Grčija
- 28. januarja 2017 v Lizboni,  Portugalska
- 10. aprila 2017 v Madridu,  Španija
- 10. januarja 2018 v Rimu,  Italija
- 29. januarja 2019 v Nikoziji,  Ciper
- 14. junija 2019 v Valletti,  Malta
- 10. septembra 2020 v Porticciu (Korzika),  Francija

## Države članice
| Država      | Glavno mesto | Zastava  | Koda     | Prebivalstvo (2019) | Območje       | Gostota poseljenosti | GDP (nominalno) v US$ milijon |
| ----------- | ------------ | -------- | -------- | ------------------- | ------------- | -------------------- | ----------------------------- |
| Ciper       | Nikozija     |          | CY       | 875.898             | 9251 km2      | 95/km2               | 24.565                        |
| Francija    | Pariz        |          | FR       | 67.028.048          | 640.679 km2   | 105/km2              | 2.715.518                     |
| Grčija      | Atene        |          | GR       | 10.722.287          | 131.990 km2   | 81/km2               | 209.853                       |
| Italija     | Rim          |          | IT       | 60.359.546          | 301.338 km2   | 200/km2              | 2.001.244                     |
| Malta       | Valletta     |          | MT       | 493.559             | 316 km2       | 1562/km2             | 14.786                        |
| Portugalska | Lizbona      |          | PT       | 10.276.617          | 92.390 km2    | 111/km2              | 237.686                       |
| Španija     | Madrid       |          | ES       | 46.934.632          | 504.030 km2   | 93/km2               | 1.394.116                     |
|             |              | 7 skupno | 7 skupno | 196.690.587         | 1.679.994 km2 | 117/km2              | 6.597.768                     |